# Miguel Bedoya
Miguel Bedoya Sequeiros (Madrid, 15 aprile 1986) è un ex calciatore spagnolo, di ruolo centrocampista.